# کاتو هیده‌کی
کاتو هیده‌کی (انگلیسی: Kato Hideki؛ زادهٔ ۵ مارس ۱۹۶۲) آهنگساز اهل ژاپن است.